# Уладовское
Уладовское (укр. Уладівське) — село на Украине, находится в Калиновском районе Винницкой области.
Код КОАТУУ — 0521682203. Население по переписи 2001 года составляет 855 человек. Почтовый индекс — 22422. Телефонный код — 4333.
Занимает площадь 0,159 км².
В селе действует храм Покрова Пресвятой Богородицы Калиновского благочиния Винницкой епархии Украинской православной церкви.

## Адрес местного совета
22422, Винницкая область, Калиновский р-н, с. Уладовское, ул. Советская, 15